# Søby, Ærø kommun
Søby är en tätort i Ærø kommun i Region Syddanmark i Danmark. Tätorten har 435 invånare (2024). Den ligger på ön Ærø, cirka 11 kilometer nordväst om Ærøskøbing.